# شهرستان افینگهام (جورجیا)
شهرستان افینگهم، جورجیا (به انگلیسی: Effingham County, Georgia) یک سکونتگاه مسکونی در ایالات متحده آمریکا است که در جورجیا واقع شده‌است.